# Attentat de Maiduguri du 1er mars 2014
L'attentat de Maiduguri est commis le 1er mars 2014 par Boko Haram lors de l'insurrection djihadiste au Nigeria.

## Déroulement
Le 14 janvier 2014, Maiduguri, avait déjà été frappé par un attentat-suicide commis dans un marché de la ville qui avait fait 19 morts.
Le 1er mars 2014, une nouvelle attaque est effectuée par Boko Haram sur cette ville, capitale de l'État de Borno. Ce jour-là, dans le quartier de Gomari, à l'ouest de la ville, les djihadistes placent deux camionnettes chargées d'explosifs. Le premier véhicule explose dans la soirée alors que les habitants s'apprêtaient à faire leurs prières. De nombreux habitants s'amassent alors sur les lieux pour porter secours aux blessés lorsque le deuxième véhicule explose à son tour, causant un nombre encore plus grand de morts et de blessés

## Bilan humain
Le 2 mars, Lawal Tanko, chef de la police de l'État de Borno déclare que « pour l'instant » 35 corps ont été dénombrés. Un volontaire de la Croix-Rouge affirme de son côté avoir compté 51 corps, il affirme aussi que 60 personnes ont été blessées et que les plupart des victimes sont des enfants. Ce bilan est proche de celui d'un habitant de la ville ayant participé au secours et qui déclare que 50 corps ont été conduits à l'hôpital de Sani Abacha.
Cependant le même jour, Hassan Ali, commandant dans les milices d'auto-défense, affirme que plus de 20 maisons et magasins ont été détruits par les explosions et que de nombreux corps sont probablement encore enfouis sous les décombres.
Le 3, Giedeon Gibril, porte-parole de la police dans l'Etat de Borno, déclare que les corps de 34 personnes ont été évacués dans un premier temps, et que 35 autres cadavres ont été évacués par la suite.